# GF Kroppskultur
Gymnastikföreningen Kroppskultur (GF Kroppskultur), ofta förkortat Kropps, är en handbollsförening från Uddevalla i Västra Götalands län. Föreningen bildades den 31 mars 1920 som en renodlad gymnastikförening men startade den 27 september 1934 en handbollssektion, som föreningen har kommit att bli mest förknippad med och enbart bedriver idag. Både dam- och herrlaget spelar sina hemmamatcher i Agnebergshallen. Herrlaget har spelat 14 säsonger i den högsta divisionen, senast 2004/2005, och damlaget fyra säsonger, senast 2011/2012.
Handbollsklubben Kroppskultur valde att lämna elitserien för spel i division 1 efter säsongen på grund av ekonomiska problem.
Hösten 2005 försattes föreningen i konkurs på grund av ekonomiska problem, vilket resulterade i att dam- och herrlaget samt ungdomssektionen temporärt splittrades i enskilda föreningar. Damlaget hette under denna tid HF Kroppskultur Dam, herrlaget HF Kroppskultur Herr och ungdomssektionen Kroppskultur UF. Gymnastiksektionen ingick till en början i Kroppskultur UF men lämnade senare föreningen och bildade 2013 föreningen Uddevalla Gymnastik & Parkour. Den 8 augusti 2012 gick dam-, herr- och ungdomslagen återigen ihop under det klassiska namnet GF Kroppskultur.

## Historia
Hösten 1934 samlades några av gymnasterna i föreningen på ett kafé och tog beslutet att man ville vara en del av handbollen i närområdet, då det sedan 1931 spelades en serie i Bohusläns regementes gymnastiksal i Uddevalla.
Herrlaget debuterade i högsta divisionen, dåvarande Allsvenskan, säsongen 1981/1982. Kroppsspelaren Bertil Söderberg vann också Allsvenskans skytteliga denna säsong.
Föreningen försattes i konkurs hösten 2005 och delades upp i tre olika föreningar (HF Kroppskultur Herr, HF Kroppskultur Dam och Kroppskultur UF). Konkursen tvingade herrlaget att dra sig ur Elitserien (nuvarande Handbollsligan) och börja om från början i seriesystemet, i dåvarande Division 3. Efter fyra säsonger i lägre divisioner blev herrlaget klart för Allsvenskan 2009/2010 och kunde kalla sig för en "elitklubb" igen, fast nu med bättre ekonomi.
Säsongen 2011/2012 förlorade laget kvalet mot Alstermo IF men spelar trots detta kvar i Allsvenskan kommande säsong, då man erbjöds HP Wartas plats som självmant begärde sig ner i Division 2 på grund av dålig ekonomi. Den 8 augusti samma år slogs de olika föreningarna ihop igen och bytte alla namn tillbaka till GF Kroppskultur.

## Junicupen
Varje år, sedan 1974, ordnar klubben en utomhusturnering som heter Junicupen där cirka 150 ungdomslag från hela Sverige deltar.

## Spelare i urval

### Damspelare
- Jenny Alm
- Jessica Aronsson
- Johanna Aronsson
- Lina Barksten
- Charlotte Brandt
- Johanna Bundsen
- Sofie Börjesson
- Elin Enhörning
- Britt Forsell
- Lisa Karlsson

### Herrspelare
- Magnus Andersson
- Mikael Appelgren
- Lennart Ebbinge
- Henrik Erlandsson
- Joacim Ernstsson
- Mats Fransson
- Lennart Fridell
- Niclas Gonzales
- Lars-Erik "Larsa" Hansson
- Petter Hansson
- Anders Henriksson
- Johnny Hiltunen
- Lars Karlsson
- Henrik Knudsen
- Patrik Liljestrand
- Peter Olofsson
- Patrik Olsson
- Morgan "Molle" Robertsson
- Konstantin Sjarovarov
- Anders Svernling
- Johan Svernling
- Erik Svernling
- Bertil Söderberg
- Stian Tønnesen
- Robert Venäläinen
- Eric Åberg
- Martin Hallqvist

## Tränare för herrlaget genom åren
| Namn                           | År               |
| ------------------------------ | ---------------- |
| Ingemar Eriksson               | 1976–1977        |
| Nils Blomqvist                 | 1977–1978        |
| Bo Månsson                     | 1978–1979        |
| Ingemar Eriksson               | 1979–1983        |
| Göran Jansson                  | 1983–1984        |
| Ingemar Eriksson               | 1984–1985        |
| Thommy Löfqvist                | 1985–1987        |
| Mikael Johansson & Ulf Rundahl | 1987–1989        |
| Torbjörn Klingvall             | 1989–1991        |
| Håkan Drath                    | 1991–1993        |
| Per Johansson                  | 1993–1997        |
| Ulf Schefvert                  | 1997–2000        |
| Peter Kanth                    | 2000–2002        |
| Thomas Franzén                 | 2002–2005        |
| Lars-Ove Andersson             | 2005–2006        |
| Anders Emilsson                | 2006–2007        |
| Ulf Andersson                  | 2007 (-nov)      |
| Anders Emilsson                | 2007 (nov-)–2008 |
| Fredrik "Hubba" Johansson      | 2008–2009        |
| Martin Frändesjö               | 2009–2011        |
| Sanjin Bahtijarevic            | 2011–2012 (-feb) |
| Thomas Franzén & Patrik Olsson | 2012 (feb-apr)   |
| Patrik Olsson                  | 2012–2013        |
| Tobias Pettersson              | 2013–2014        |
| Ulf "Grini" Åsenfors           | 2014 (-okt)      |
| Per-Anders Lindfeldt           | 2014–2016        |
| Jonas Carlsson                 | 2016–2017 (-jan) |
| Stefan Sävland & Ralf Jansson  | 2017 (jan-)–2018 |
| Gunnar Blombäck                | 2018–2020 (-jan) |
| Sanjin Bahtijarevic            | 2020 (jan-apr)   |
| Pontus Mellegård               | 2020–2022 (-okt) |
| Magnus Andersson               | 2022 (okt-)–2023 |
| Martin "Preben" Carlsson       | 2023-2024 (mar)  |
| Pontus Ward Wiklund            | 2024 (mar) - ff  |